# Gary Brown (football américain, 1969)
Pour les articles homonymes, voir Gary Brown et Brown.
(en) Statistiques sur pro-football-reference
Gary Brown, né le 1er juillet 1969 à Williamsport en Pennsylvanie et décédé le 10 avril 2022 dans la même ville, est un joueur professionnel américain de football américain. 
Il joue au poste de running back dans la National Football League (NFL) durant les années 1990.

## Biographie
Brown fait sa carrière universitaire avec les Nittany Lions de Penn State. Il est choisi par les Oilers de Houston lors de la draft 1991 de la NFL. Durant sa carrière professionnelle, il joue avec cette équipe, les Chargers de San Diego et les Giants de New York pour un total de 4300 verges (yards) parcourues. Après sa carrière de joueur, il devient entraineur des running back, notamment pour les Cowboys de Dallas. Sa dernière année sur le banc est avec les Badgers du Wisconsin en 2021. 
Ayant eu des problèmes de santé durant les dernières années de sa vie, dont plusieurs cancers, il meurt le 10 avril 2022.